# Grand Prix Formule 1 van San Marino 1987
De Grand Prix Formule 1 van San Marino 1987 werd gehouden op 3 mei 1987 in Imola.

## Verslag

### Kwalificatie
In de vrije trainingen op vrijdag werd Nelson Piquet uitgeschakeld voor de race na een ongeluk in de Tamburello. Een band van de Williams sloeg lek, waardoor de Braziliaan tegen de muur terechtkwam. Hij dacht enkel een gekneusde enkel te hebben, maar werd door dokter Sid Watkins verboden om te starten in de race. Bandenleverancier Goodyear besloot na dit incident om nieuwe banden in te vliegen, die beschikbaar werden voor de teams voor de race op zondag.
Ayrton Senna pakte in de kwalificatie op zaterdag de pole-position, met Nigel Mansell naast zich op de grid. De tweede rij werd ingenomen door Teo Fabi in de Benetton en Alain Prost in de McLaren. De derde rij werd bezet door Ferrari, Michele Alboreto voor Gerhard Berger.

### Race
De race had twee starts nodig nadat Martin Brundle, Thierry Boutsen en Eddie Cheever stilvielen voor de start. Satoru Nakajima startte vanuit de pits, door een kapotte batterij. René Arnoux kon niet deelnemen aan de tweede start door een kapotte ophanging.
Senna startte goed en nam de leiding voor Mansell. De Brit ging in de tweede ronde voorbij Senna en domineerde de rest van de race. Senna werd ook nog voorbijgegaan door Prost. Hierna verzeilde de Braziliaan in een duel met de Ferrari's. De Braziliaan kwam echter opnieuw op de tweede plaats te liggen nadat Prost moest opgeven met een kapotte alternator. Berger gaf op met turboproblemen in de zeventiende ronde. Alboreto nam toen de tweede plaats van Senna over.
In de 22ste ronde moest Mansell vroeger dan verwacht de pits ingaan, door een verstoorde balans aan een wiel van de wagen. Hierdoor reed Alboreto drie ronden aan de leiding voor hij de pits inging. Senna kon hierdoor even op de eerste plaats rijden voordat Mansell de leiding opnieuw overnam toen de Braziliaan de pits inging. Riccardo Patrese kwam in de Brabham op de tweede plaats te liggen, maar hij had een alternatorprobleem in de 51ste ronde. Op hetzelfde moment moest Teo Fabi opgeven met motorproblemen. Hij reed wel de snelste ronde van de race.
Mansell won de race, voor Senna en Alboreto. Stefan Johansson werd vierde, terwijl Martin Brundle na de opgave van Derek Warwick de eerste punten voor Zakspeed pakte. Satoru Nakajima pakte het laatste puntje.

## Uitslag
| Positie | Nummer | Rijder             | Team                   | Ronden | Tijd/Opgave         | Startplaats | Punten |
| ------- | ------ | ------------------ | ---------------------- | ------ | ------------------- | ----------- | ------ |
| 1       | 5      | Nigel Mansell      | Williams-Honda         | 59     | 1:31:24.076         | 2           | 9      |
| 2       | 12     | Ayrton Senna       | Lotus-Honda            | 59     | + 27.545            | 1           | 6      |
| 3       | 27     | Michele Alboreto   | Ferrari                | 59     | + 39.144            | 6           | 4      |
| 4       | 2      | Stefan Johansson   | McLaren-TAG            | 59     | + 1:00.588          | 8           | 3      |
| 5       | 9      | Martin Brundle     | Zakspeed               | 57     | + 2 Rondes          | 14          | 2      |
| 6       | 11     | Satoru Nakajima    | Lotus-Honda            | 57     | Geen benzine        | 12          | 1      |
| 7       | 10     | Christian Danner   | Zakspeed               | 57     | + 2 Rondes          | 17          |        |
| 8 (1)   | 4      | Philippe Streiff   | Tyrrell-Ford           | 57     | + 2 Rondes          | 20          |        |
| 9       | 7      | Riccardo Patrese   | Brabham-BMW            | 57     | + 2 Rondes          | 7           |        |
| 10 (2)  | 30     | Philippe Alliot    | Larrousse-Ford         | 56     | + 3 Rondes          | 21          |        |
| 11      | 17     | Derek Warwick      | Arrows-Megatron        | 55     | Geen benzine        | 10          |        |
| 12      | 21     | Alex Caffi         | Osella-Alfa Romeo      | 54     | Geen benzine        | 19          |        |
| 13 (3)  | 14     | Pascal Fabre       | AGS-Ford               | 53     | + 6 Rondes          | 24          |        |
| NF      | 19     | Teo Fabi           | Benetton-Ford          | 51     | Turbo               | 4           |        |
| NF      | 20     | Thierry Boutsen    | Benetton-Ford          | 48     | Motor               | 11          |        |
| NF      | 18     | Eddie Cheever      | Arrows-Megatron        | 48     | Koppeling           | 9           |        |
| NF      | 3      | Jonathan Palmer    | Tyrrell-Ford           | 48     | Koppeling           | 23          |        |
| NF      | 8      | Andrea de Cesaris  | Brabham-BMW            | 39     | Spin                | 13          |        |
| NF      | 23     | Adrián Campos      | Minardi-Motori Moderni | 30     | Versnellingsbak     | 16          |        |
| NF      | 22     | Gabriele Tarquini  | Osella-Alfa Romeo      | 26     | Versnellingsbak     | 25          |        |
| NF      | 24     | Alessandro Nannini | Minardi-Motori Moderni | 25     | Turbo               | 15          |        |
| NF      | 16     | Ivan Capelli       | March-Ford             | 18     | Motor               | 22          |        |
| NF      | 28     | Gerhard Berger     | Ferrari                | 16     | Elektrisch probleem | 5           |        |
| NF      | 1      | Alain Prost        | McLaren-TAG            | 14     | Elektrisch probleem | 3           |        |
| NF      | 26     | Piercarlo Ghinzani | Ligier-Megatron        | 7      | Handling            | 18          |        |
| DNS     | 6      | Nelson Piquet      | Williams-Honda         |        | Blessure            |             |        |
| DNS     | 25     | René Arnoux        | Ligier-Megatron        | 0      | Ophanging           |             |        |

- De nummers tussen haakjes zijn de plaatsen voor de Jim Clark-trofee.

## Wetenswaardigheden
- Satoru Nakajima was de eerste Japanner die een WK-punt scoorde.

## Statistieken
| Pole-position | Ayrton Senna | Lotus-Honda   | 1:25.826 |
| Snelste ronde | Teo Fabi     | Benetton-Ford | 1:29.246 |

## Noot
- Dit was het debuut van de Italiaanse coureur Gabriele Tarquini.
- Dit was de 250ste Grand Prix-start voor een Belgische coureur.

1981 · 1982 · 1983 · 1984 · 1985 · 1986 · 1987 · 1988 · 1989 · 1990 · 1991 · 1992 · 1993 · 1994 · 1995 · 1996 · 1997 · 1998 · 1999 · 2000 · 2001 · 2002 · 2003 · 2004 · 2005 · 2006